# Campeonato Potiguar de Futebol de 2023
O Campeonato Potiguar de Futebol de 2023, foi a 104ª edição do campeonato estadual de futebol do Rio Grande do Norte. A competição deu vagas à Copa do Brasil de 2024, à Copa do Nordeste de 2024, e à Série D de 2024. O campeão da edição foi o América de Natal que conquistou seu 37º título estadual.

## Regulamento
O formato da competição foi modificado em relação aos anos anteriores com a retirada da disputa das Copas Natal e Copa Rio Grande do Norte, anteriormente disputadas em turno e returno.
A atual edição será divida em três fases: na 1ª Fase os oito clubes foram divididos em dois grupos com quatro clubes cada por meio de sorteio realizado pela FNF. Os clubes do grupo A enfrentam os clubes do grupo B em jogos de Ida e Volta, totalizando 8 jogos por equipe. Os dois primeiros colocados de ambos os grupos integrarão um grupo único na 2ª Fase. Nesta fase, as equipes jogarão entre si em jogos de Ida e Volta (totalizando 6 jogos para cada equipe). As duas primeiras equipes na 2ª Fase disputarão a Fase Final do Campeonato.
As duas equipes piores classificadas nos grupos (último lugar do grupo A e do B) jogarão um play off em que a equipe perdedora do confronto será rebaixada a Segunda Divisão Potiguar 2023.
Em caso de empate na pontuação final na 1ª Fase ou 2ª Fase, o desempate será feito observando os critérios abaixo:
1. Maior número de vitórias;
2. Maior saldo de gols;
3. Maior número de gols pró;
4. Menor número de gols sofridos;
5. Menor número de cartões vermelhos recebidos;
6. Menor número de cartões amarelos recebidos;
7. Sorteio.

Na Fase Final e no play off contra o rebaixamento, em caso de empate em pontos ao final da partida de volta, o desempate será feito observando os critérios abaixo:
1. Maior saldo de gols;
2. Disputa de pênaltis.

Ao clube vencedor da Final será atribuído o título de Campeão Potiguar de 2023. As vagas em competições nacionais e regionais serão distribuídas conforme os seguintes critérios:
- Copa do Brasil 2024 (2 vagas): Campeão e vice-campeão estadual.
- Série D 2024 (2 vagas): Equipes mais bem posicionadas na Classificação Geral, excluindo ABC e América de Natal[nota 1].
- Copa do Nordeste 2024: A definir, a partir da Classificação Geral, com base nos critérios a serem divulgados posteriormente pela CBF.

## Equipes participantes

### Promovidos e rebaixados
| Pos. | Rebaixados da Primeira Divisão de 2022 |
| ---- | -------------------------------------- |
| 8º   | ASSU                                   |

| Pos. | Promovidos da Segunda Divisão de 2022 |
| ---- | ------------------------------------- |
| 1º   | Alecrim                               |

### Informações das equipes
| Aumento | Equipe promovida da Segunda Divisão de 2022 |

## Primeira Fase

### Confrontos
| Vitória do mandante Vitória do visitante Empate | Em negrito os jogos "clássicos". |

## Playoffde Rebaixamento[2]
| Equipe 1 | Total | Equipe 2 | Ida | Volta |
| -------- | ----- | -------- | --- | ----- |
| Alecrim  | 2–3   | Globo    | 0–1 | 2–2   |

## Segunda Fase

### Confrontos
| Vitória do mandante Vitória do visitante Empate | Em negrito os jogos "clássicos". |

## Final
| 10 de maio    | América de Natal | 1 – 0 | ABC | Natal                    |  |
| 20:00 (UTC−3) | Gabriel 64'      |       |     | Estádio: Arena das Dunas |  |

| 17 de maio    | ABC | 0 – 0 | América de Natal | Natal                |  |
| 20:00 (UTC−3) |     |       |                  | Estádio: Frasqueirão |  |

## Premiação
| Campeonato Potiguar de 2023            |
| Natal                                  |
| -------------------------------------- |
| América de Natal Campeão (37.º título) |

## Técnicos
| Equipe              | Técnico                                  |
| ------------------- | ---------------------------------------- |
| ABC                 | Fernando Marchiori (1ª—)                 |
| Alecrim             | Higor César (1ª—2ª) Romildo Freire (3ª—) |
| América-RN          | Leandro Sena (1ª—)                       |
| Força e Luz         | Marconi Lima (1ª—)                       |
| Globo               | Lawrence Borba (1ª—)                     |
| Potiguar de Mossoró | Emanoel Sacramento (1ª—)                 |
| Potyguar Seridoense | Eugênio Gomes (1ª—)                      |
| Santa Cruz-RN       | André Caldas (1ª—)                       |

### Mudanças de técnicos
| Clube   | Antecessor  | Motivo                            | Data          | Última partida            | Rod | Sucessor       | Ref.  |
| ------- | ----------- | --------------------------------- | ------------- | ------------------------- | --- | -------------- | ----- |
| Alecrim | Higor César | Contratado pelo São Paulo Crystal | 20 de janeiro | Força e Luz 0 x 0 Alecrim | 2ª  | Romildo Freire | [ 4 ] |

## Público

### Maiores públicos (Pagantes)
Estes são os 10 maiores públicos pagantes do Campeonato.
| Nº | Público | Mandante         | Placar | Visitante           | Estádio         | Data            | Rodada  |
| -- | ------- | ---------------- | ------ | ------------------- | --------------- | --------------- | ------- |
| 1  | 14 105  | América de Natal | 0–1    | ABC                 | Arena das Dunas | 12 de fevereiro | 1ª Fase |
| 2  | 13 225  | ABC              | 0–0    | América de Natal    | Frasqueirão     | 17 de maio      | Final   |
| 3  | 11 301  | América de Natal | 1–0    | ABC                 | Arena das Dunas | 10 de maio      | Final   |
| 4  | 9 441   | América de Natal | 1–2    | ABC                 | Arena das Dunas | 2 de abril      | 2ª Fase |
| 5  | 8 930   | ABC              | 0–0    | América de Natal    | Frasqueirão     | 2 de abril      | 1ª Fase |
| 6  | 4 689   | ABC              | 4–0    | Força e Luz         | Frasqueirão     | 10 de janeiro   | 1ª Fase |
| 7  | 4 030   | ABC              | 3–0    | Santa Cruz de Natal | Frasqueirão     | 11 de março     | 2ª Fase |
| 8  | 3 419   | América de Natal | 1–1    | Potiguar de Mossoró | Arena das Dunas | 30 de março     | 2ª Fase |
| 9  | 3 299   | ABC              | 5–1    | Potiguar de Mossoró | Frasqueirão     | 26 de janeiro   | 1ª Fase |
| 10 | 3 235   | ABC              | 2–0    | Potiguar de Mossoró | Frasqueirão     | 5 de abril      | 2ª Fase |